# イーサネット・ファブリック
イーサネット・ファブリック (Ethernet Fabric) は、データセンターやキャリア・コア・ネットワークにおいて求められる性能や運用性を向上するための新しいEthernetネットワーキング技術である。

## 従来のイーサネットの制約
フレーム転送型ネットワーク技術である従来型のイーサネットの問題点は、ループトポロジーを形成できないことにある。もしループトポロジーが存在すると、ブロードキャストストームが発生し、ネットワークのダウンが発生する。このため従来のイーサネットでは、スパニングツリープロトコル(Spanning Tree Protocol, STP)により、ツリー型トポロジーを形成し、ループを排除している。スパニング・ツリーによりループがなくなる一方、トポロジー中に複数存在する等価コストの経路を使用できなくなるという副作用が発生する。
このため、データセンターやキャリア・コアのレイヤー2ネットワークでは、ブロッキングされてしまうリンクにも多くの投資をする必要がある。

## 従来のイーサネット・ネットワークの特徴
- STP によりループトポロジーの回避と自己回復を実現
- トポロジー再構成が可能であるが、再構成時にデータプレーンは一時停止する。
- スイッチ単位でのMACアドレス学習
- スイッチ間リンクのリンク・アグリゲーションによる広帯域化
- 管理はスイッチレベルで行われるため、スケーラビリティが制限される。
- レイヤー2のネットワーク技術であり、サーバー仮想化環境やマルチノードクラスタリングのような特定のアプリケーション向けに連携する仕組みはない

## ファブリックの定義
ファブリック(Fabric)は、より技術的にはスイッチドファブリック(Switched Fabric)と呼ばれ、ネットワーク・スイッチにより構成されるトポロジーを表す。ファイバーチャネル(Fibre Channel, FC)やインフィニバンド(InfiniBand)の用語では、スイッチにより構成されるネットワーク全体のことを意味している。
2011年3月現在、イーサネット・ファブリックの業界的定義がないため、一般的なファブリックの定義として FC における定義 (FC-SW-5) を使用する。ここでは、「宛先ID (Destination ID) により経路が決定される情報転送の仕組みを持つネットワーク・サービス」を定義とする。

## イーサネット・ファブリック・アーキテクチャの定義
ここでいう「イーサネット・ファブリック」とは、上記にあげたさまざまな特徴を改善するための仕組みを持つ新しいイーサネット・ネットワーキング技術である。
2011年3月現在、ファブリックという言葉を使用している、ブロケード(Brocade Communications Systems)、シスコ(Cisco Systems)、ジュニパー(Juniper Networks)の3社の製品コンセプトから共通する部分を抜き出し、このページでの定義にする。

### 高スループット/高効率
STPを置き換えるレイヤ2の等価コストマルチパスルーティングを実装している。

### インテリジェント
ファブリックの自律的構成が可能である。ファブリックを構成するスイッチは、コントロールプレーンを共有し、MAC学習やポート属性管理などをファブリック全体で単一のネットワーク・サービスとして提供する。

### 任意のトポロジー
イーサネット・フレームのフォワーディングは、ファブリックのコントロールプレーンにより動的に決定されるため、任意のトポロジーを構成可能である。ファブリックに接続されるデバイスから見ると、論理的にフラットなレイヤー2ネットワークを構成可能である。

### 可用性
ファブリックの自律的回復が可能である。また、単一の障害により他のすべてのリンクのトラフィックフローを中断しない

### 接続性
既存のイーサネット資産と相互接続可能である。

### ストレージ接続性、Inter-Process Communication 最適化
LAN/SAN/IPC の統合を実現するためのイーサネット拡張 (IEEE 802.1 DCB) を実装している。

## ベンダーの固有技術と製品
2011年3月現在、イーサネット・ファブリックアーキテクチャは、特定のベンダーから提供される固有な製品群により実装可能である。イーサネット・ファブリックを実現する技術としては、下記の4社の技術、および製品が存在している。
|                    | 固有技術名                              | 中核となるルーティング技術                                      | 製品                                                                                                  |
| ------------------ | --------------------------------------- | --------------------------------------------------------------- | --- |
| Alcatel-Lucent     |                                         | IEEE 802.1aq Shortest Path Bridging (SPB)                       | 7750-SR, 9600, 10K                                                                                    |
| Avaya              | Virtual Enterprise Network Architecture | IEEE 802.1aq Shortest Path Bridging (SPB)                       | VSP9000シリーズ, VSP8000シリーズ, VSP7000シリーズ, VSP4000シリーズ, ERS8800シリーズ, ERS-4800シリーズ |
| Brocade            | Virtual Cluster Switching               | IETF Transparent Interconnection of Lots of Links (TRILL)、独自 | VDXシリーズ                                                                                           |
| Cisco              | FabricPath                              | IETF Transparent Interconnection of Lots of Links (TRILL)、独自 | Nexusシリーズ                                                                                         |
| Enterasys Networks |                                         | IEEE 802.1aq Shortest Path Bridging (SPB)                       | S140, S180                                                                                            |
| Hewlett-Packard    |                                         | IEEE 802.1aq Shortest Path Bridging (SPB)                       | 5900シリーズ, 11900, 12500, 12900                                                                     |
| Juniper            | QFabric                                 | 独自                                                            | QFX/MX/EX/SRX シリーズの組み合わせ                                                                    |